# Westoverledingen
Westoverledingen – gmina samodzielna (niem. Einheitsgemeinde) w Niemczech, w kraju związkowym Dolna Saksonia, w powiecie Leer.

## Dzielnice gminy
- Breinermoor z Idehörn
- Driever
- Esklum
- Flachsmeer z Oberledingermoor
- Folmhusen z Klinge
- Großwolde z Collhusen i Großwolderfeld
- Grotegaste z Hilkenborg i Lütjegaste
- Ihren z Hustede, Ihrenerfeld oraz Patersweg
- Ihrhove z Lütjewolde
- Mitling-Mark
- Steenfelde z Bullerbarg, Steenfelderfehn, Steenfelderfeld oraz Steenfelderkloster
- Völlen z Völlenerfehn i Völlenerkönigsfehn